# Creu de Terrades
La Creu de Terrades és una creu de terme eclèctica de Terrades (Alt Empordà) situada davant del Santuari de la Mare de Déu de la Salut.
És una creu de pedra amb una base de tres graons octogonals decreixents. El fust també és octogonal i a sobre hi ha un capitell octogonal motllurat sense decoració. La creu és del tipus llatina amb els braços rectes amb una motllura circular que l'envolta. A l'anvers hi ha la imatge del Crist crucificat, i al revers, la Mare de Déu sense el Nen, suportada per una petita mènsula. A un dels laterals de la creu hi ha la inscripció 'CASELLAS'.